# راديو وتلفزيون النيجر
راديو وتلفزيون النيجر (بالإنجليزية: ORTN)‏ هي قناة تلفزيونية تابعة لدولة النيجر أسست سنة 1967م.